# Castellazzo Bormida
Castellazzo Bormida is een gemeente in de Italiaanse provincie Alessandria (regio Piëmont) en telt 4428 inwoners (31-12-2004). De oppervlakte bedraagt 45,1 km², de bevolkingsdichtheid is 98 inwoners per km².
De frazione Fontanasse maakt deel uit van de gemeente.

## Demografie
Castellazzo Bormida telt ongeveer 1951 huishoudens. Het aantal inwoners steeg in de periode 1991-2001 met 0,5% volgens cijfers uit de tienjaarlijkse volkstellingen van ISTAT.
| Jaar | Inwoneraantal |
| ---- | ------------- |
| 1991 | 4248          |
| 2001 | 4268          |
| 2008 | 4654          |

## Geografie
De gemeente ligt op ongeveer 104 m boven zeeniveau.
Castellazzo Bormida grenst aan de volgende gemeenten: Alessandria, Borgoratto Alessandrino, Casal Cermelli, Castelspina, Frascaro, Frugarolo, Gamalero, Oviglio en Predosa.

## Galerij

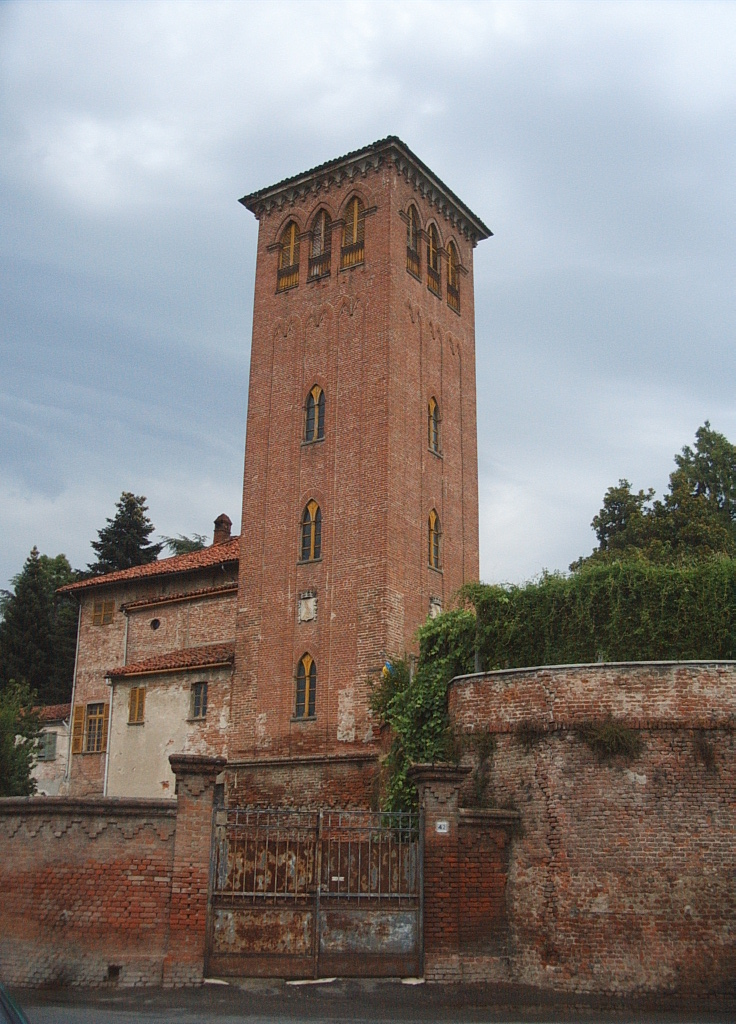
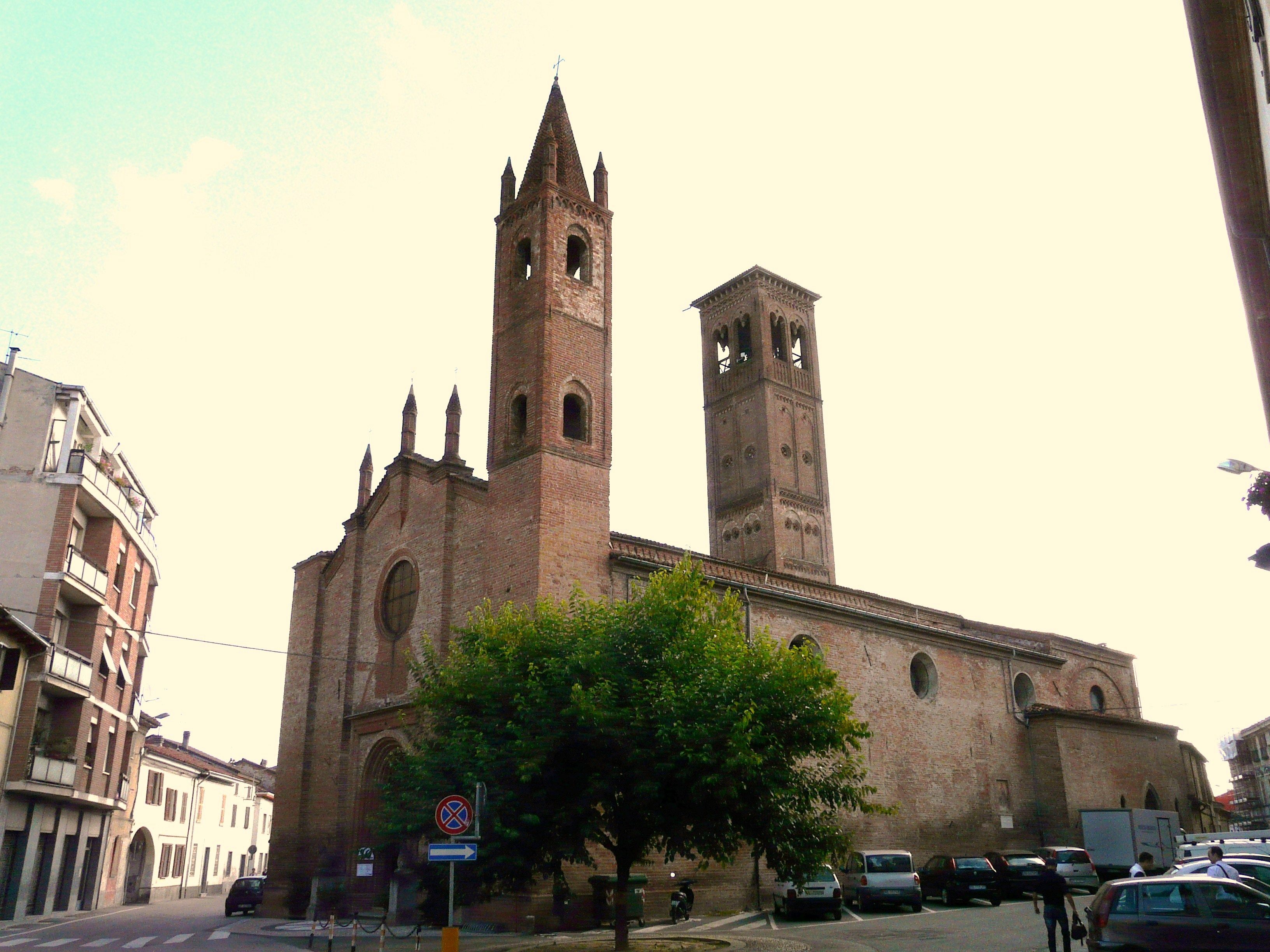
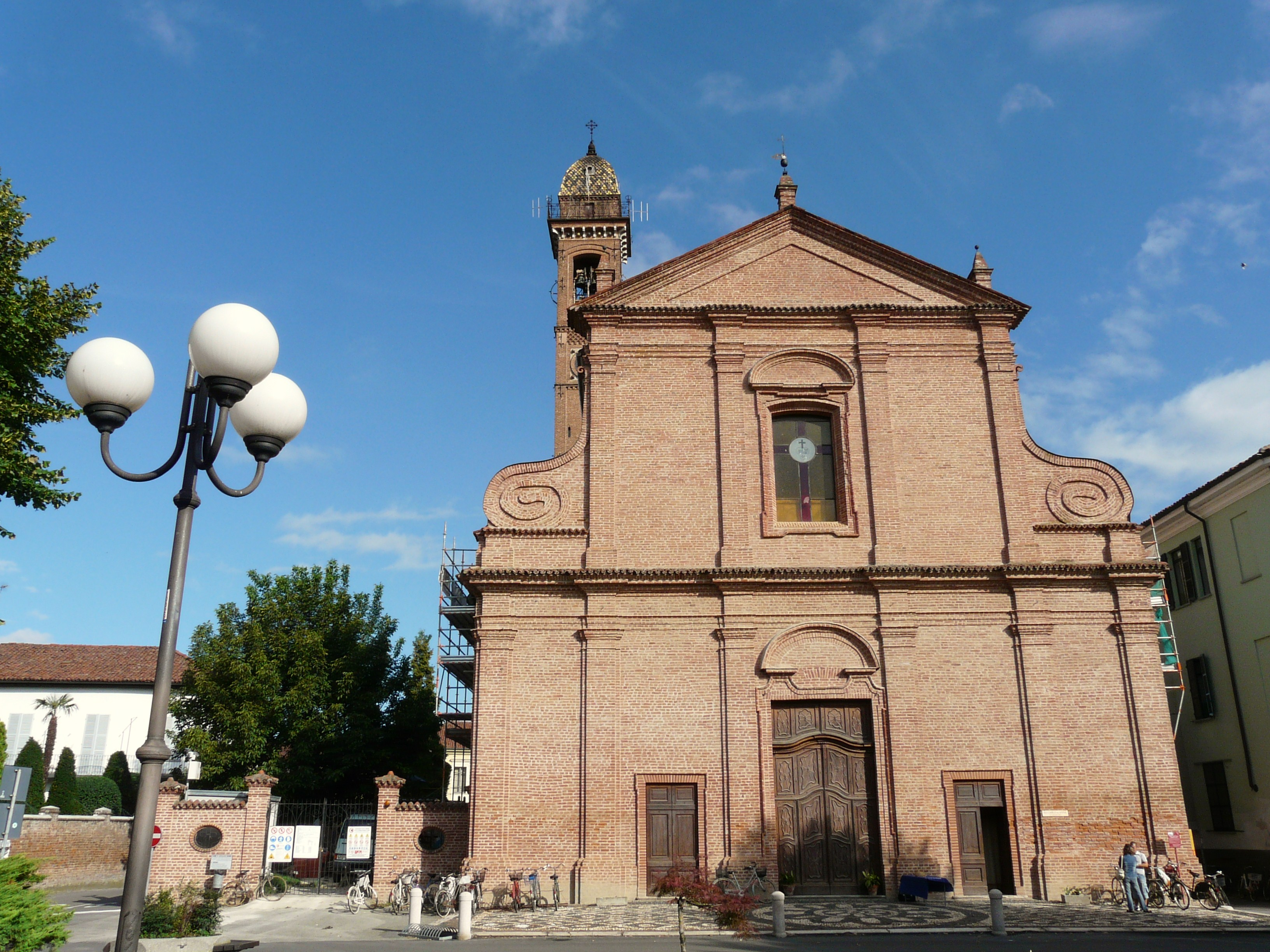
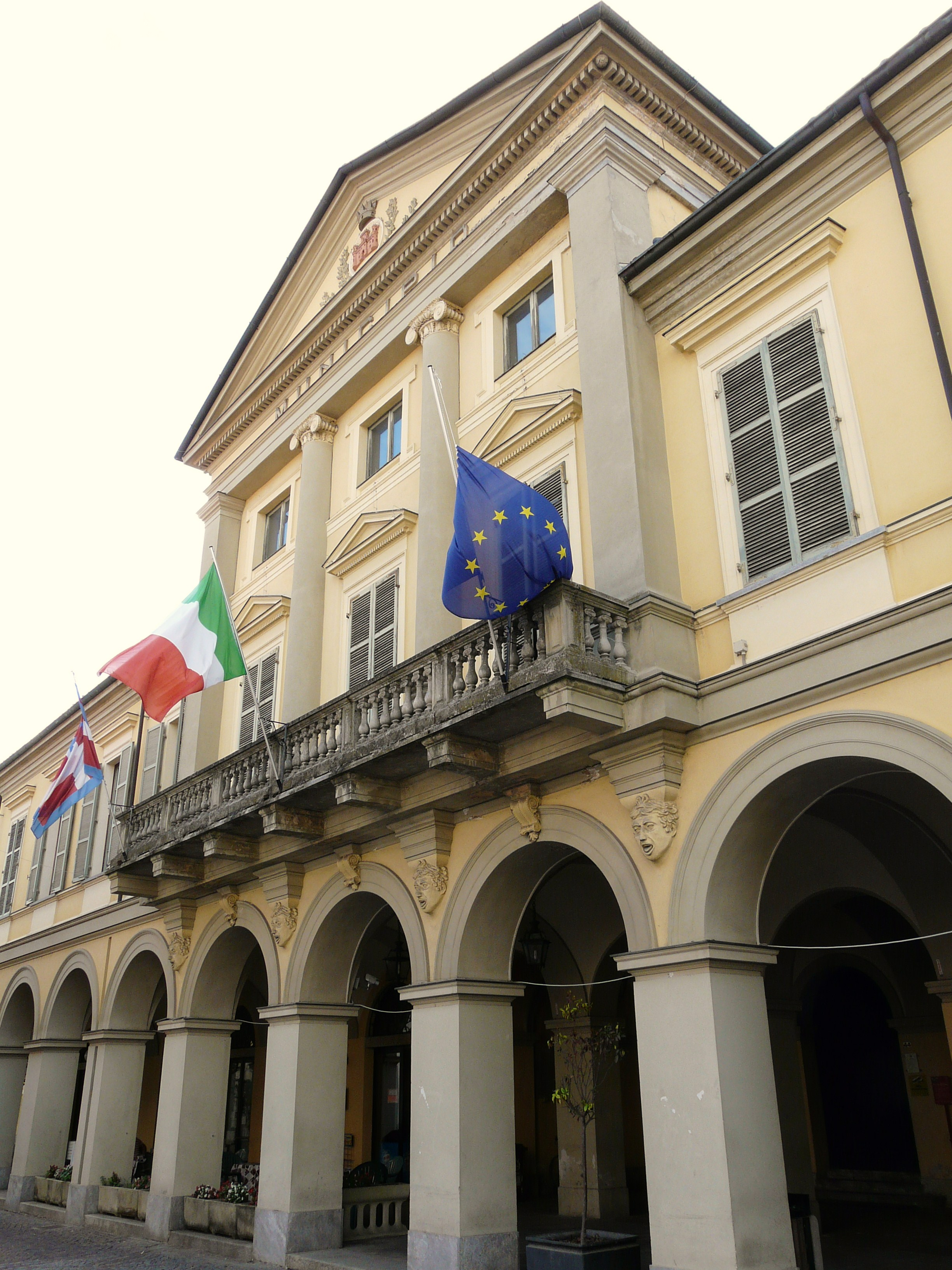